# Grote Prijs Marcel Kint
Der Grote Prijs Marcel Kint ist ein Straßenradrennen, das seit 1930 jährlich im September in der belgischen Stadt Zwevegem ausgetragen wird. Das Eintagesrennen ist nach dem 2002 verstorbenen Radrennfahrer Marcel Kint benannt, dem Straßenweltmeister von 1938. Der Wettbewerb ist seit 2016 in die UCI-Kategorie 1.2 der UCI Europe Tour eingestuft.
Anfangs trug das Rennen den Namen Grote Prijs van Zwevegem, 1942 wurde es nach Marcel Kint benannt, der aus dem Ort stammte. In den Jahren 1965, 1966 und 1967 wurde es als Kriterium ausgetragen. 1966 gab es zusätzlich ein Rennen hinter Dernys, das von dem Briten Tom Simpson gewonnen wurde. Die Austragungen in den Jahren 1987 und 1988 war nationale Wettbewerbe mit längeren Strecken als sonst üblich.
Mit Marcel Kint selbst (1935) und Baptiste Planckaert (2011 und 2015) gewannen bisher zwei in Zwevegem geborene Radsportler das Rennen. Rekordsieger mit vier Erfolgen ist Jef Planckaert.

## Sieger
- 1930  Adolf Van Bruane
- 1935  Marcel Kint
- 1936  Michel D’Hooghe
- 1937  Albert Beirnaert
- 1938  Frans Binnemans
- 1942  Jef Vande Weghe
- 1947  Albert Paepe
- 1948  Roger Cnockaert
- 1949  Valère Ollivier
- 1950  Valère Ollivier
- 1951  Basiel Wambeke
- 1952  Willem Labaere
- 1953  Willy Geers
- 1954  Russell Mockridge
- 1955  Georges Decraeye
- 1956  Jef Planckaert
- 1957  Staf Van Vaerenbergh
- 1958  Jef Planckaert
- 1959  Gilbert Desmet I
- 1960  Arthur De Cabooter
- 1961  Jef Planckaert
- 1962  Jef Planckaert
- 1963  Norbert Kerckhove
- 1964  Frans Melckenbeeck
- 1965  Edward Sels
- 1966  Roland Van De Rijse
- 1967  Noël Van Clooster
- 1968 nicht ausgetragen
- 1969  André Dierickx
- 1970  Willy Van Neste
- 1971  Guido Reybrouck
- 1972  Christian Callens
- 1973  Frans Verbeeck
- 1974  Willy Van Neste
- 1975  Ronald De Witte
- 1976  José Vanackere
- 1977  Willy Planckaert
- 1978  Alain Desaever
- 1979  Lieven Malfait
- 1980  Patrick Devos
- 1981  Willy Teirlinck
- 1982  Dirk Heirweg
- 1983  Luc Meersman
- 1984  Eddy Planckaert
- 1985  Franky Van Oyen
- 1986  Roger Ilegems
- 1987  Frank Pirard
- 1988  Franky Pattyn
- 1989  Ludo Giesberts
- 1990  Ludo Giesberts
- 1991  Marnix Lameire
- 1992  Ferdi Dierickx
- 1993  Michel Vermote
- 1994  Wim Omloop
- 1995  Anders Eklundh
- 1996  Danny Daelman
- 1997  Peter Van Petegem
- 1998  Bart Heirewegh
- 1999  Adrie van der Poel
- 2000  Eric De Clercq
- 2001  Jan van Velzen
- 2002  Gordon McCauley
- 2003  Aivaras Baranauskas
- 2004  Frank Vandenbroucke
- 2005  Frank Vandenbroucke
- 2006  Kevin Van der Slagmolen
- 2007  Geert Omloop
- 2008  Niko Eeckhout
- 2009  David Geldhof
- 2010 nicht ausgetragen
- 2011  Baptiste Planckaert
- 2012  Ramūnas Navardauskas
- 2013  Iljo Keisse
- 2014  Brian van Goethem
- 2015  Baptiste Planckaert
- 2016  Jan-Willem van Schip
- 2017  Jonas Rickaert
- 2018  Nacer Bouhanni
- 2019  Bryan Coquard

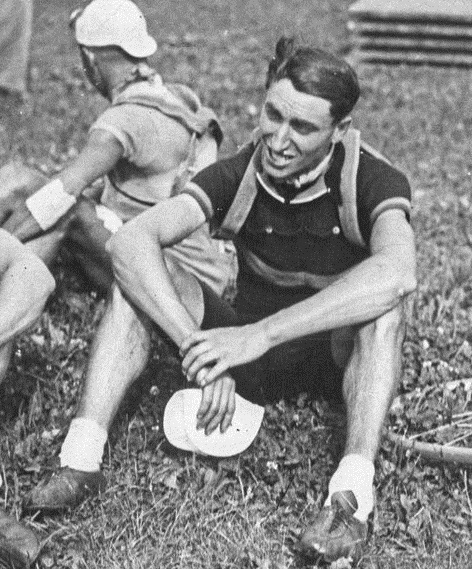
Marcel Kint (hier bei der Tour de France 1936) ist der Namensgeber des Rennens in seinem Heimatort.

- 2020 wegen COVID-19-Pandemie abgesagt
- 2021  Álvaro Hodeg
- 2022  Arnaud De Lie
- 2023  Caleb Ewan
- 2024 abgesagt
- 2025 abgesagt